# P.J. O'Rourke
Patrick Jake O'Rourke (Toledo (Ohio), 14 november 1947 – Sharon (New Hampshire), 15 februari 2022) was een Amerikaans journalist en schrijver. 

## Biografie
Omwille van zijn afkeer van een bemoeizuchtige overheid zowel op sociaal vlak, met betrekking tot seks en drugs, als op economisch vlak, wordt hij beschouwd als een klassieke liberaal oftewel libertariër. Zowel het linkse Amerikaanse liberalisme, vertolkt door de Democratische Partij, als de Republikeinse Partij waren vaak een doelwit van zijn satirische pen.
O'Rourke studeerde aan de Miami-universiteit en aan de Johns Hopkins-universiteit. Zijn artikelen zijn verschenen in een wijd scala aan publicaties, zoals de Vanity Fair, Playboy, Rolling Stone en National Lampoon. Hij was H. L. Mencken Research Fellow bij het klassiek-liberale Cato Institute.
O'Rourke overleed in februari 2022 op 74-jarige leeftijd aan de gevolgen van longkanker.